# ЯТБ-4
ЯТБ-4 — советский высокопольный троллейбус для внутригородских пассажирских перевозок производства Ярославского автомобильного завода. Аббревиатура «ЯТБ» означает «ярославский троллейбус», цифра «4» –четвёртая модель.

## Описание
В конце 1938 года Ярославского автомобильного завода произвел обновление модели ЯТБ-2. Троллейбус ЯТБ-4, сохранил в основном неизменный внешний вид ЯТБ-2, получил новый более мощный двигатель ДК-201б, который на 23 % мощнее и легче двигателя ДТБ-60, поэтому максимальная скорость поднялась до 55 км/ч. Тяговое электрооборудование, изготовленное заводом «Динамо», было однотипно с электрооборудованием двухэтажного троллейбуса ЯТБ-3, хорошо зарекомендовавшего себя в эксплуатации. Среди других усовершенствований — изменена схема электрооборудования, установлены двигатель-компрессор нового типа, выполненный в одном блоке, червячный редуктор заднего моста повышенной надежности, оснащенный радиально-упорными шарикоподшипниками, и более надежные и совершенные стеклоподъёмники. Внешне троллейбус отличался от ЯТБ-2 лишь отсутствием ящика с пусковыми реостатами на крыше — они стали располагаться под полом кабины водителя для лучшей защиты от атмосферных осадков. Также был облегчен кузов, что позволило уменьшить массу до 7850 кг без пассажиров.
Подверглось изменению и управление тормозами. Управление реостатным электрическим торможением было перенесено с правой педали (педали контроллера) на левую (педаль пневматического тормоза). В начале своего перемещения левая педаль приводила в действие реостатный электрический тормоз, а затем пневматический тормоз (при сохранении их одновременного действия).
На ЯТБ-4 роликовый токоприёмник заменили скользящим графитовым башмаком, как на всех современных троллейбусах.

## Работа в городах СССР и за рубежом
В Ярославле выпуск троллейбусов быстро наращивали, поэтому троллейбусы ЯТБ-4 работали в большем количестве городов — Москве, Ленинграде, Киеве, Донецке, Свердловске, Кутаиси, Ростове-на-Дону, Тбилиси, Харькове, Черновцах, Баку, Севастополе, Одессе, Виннице.
Три троллейбуса ЯТБ-4, работавшие с 1940 года в Черновцах, при отступлении немцы отправили в румынский город Брашов, откуда после войны Красная Армия вернула их обратно, но уже в Одессу, где 5 ноября 1945 года они открыли троллейбусное движение.
После войны возникла необходимость в грузовых троллейбусах, поэтому в конце 40-х годов многие машины ЯТБ-4 были переоборудованы в грузовые.
Ни один экземпляр троллейбуса ЯТБ-4 не дожил до наших дней. Последний в стране ЯТБ-4, с пассажирами на маршруте, работал в Виннице, до начала 1965 года, и в течение 1965 года был списан.

## Источник
- История ярославских троллейбусов Архивная копия от 7 декабря 2009 на Wayback Machine. Харьков транспортный
- Троллейбусы производства СССР. Троллейбусы производства СССР